# 파멜라 아이삭스
패멀라 아이작스(Pamela Isaacs)는 미국의 배우이다.

## 출연 작품

### 영화
- 위험한 유혹 (2002)

### 텔레비전
- 원 라이프 투 리브 (1999)